# رازوموفکا
رازوموفکا (به لاتین: Razumovka) یک منطقهٔ مسکونی در روسیه است که در سرزمین آلتای واقع شده‌است.